# Théodore Tissier
Pour les articles homonymes, voir Tissier.
Théodore Tissier est un juriste et homme politique français né le 26 mars 1866 à Paris et mort le 10 octobre 1944 à Hendaye.

## Biographie
À la suite de l’application de la loi sur la laïcité de 1899, les sœurs de Saint-Vincent-de-Paul et les Lazaristes qui possèdent des écoles dans la commune de Bagneux sont expulsés. Lesdites congrégations entament alors un procès contre la commune. Le maire Jean-Baptiste Derviaux, en poste depuis 1888 démissionne. Aux nouvelles élections le 4 juin 1899, Théodore Tissier est élu. Aux élections suivantes du 6 mai 1900, il constitue une liste de Défense Républicaine et sa liste intégrale est élue au premier tour avec 48,69 % des voix.
Il sera maire de Bagneux de 1900 à 1935, et dominera la vie politique locale pendant cette période. C'est sous son mandat qu'il fait relier Bagneux au réseau téléphonique. Il crée une bibliothèque populaire qui fonctionne au 1er janvier 1903. Il fait une demande de concession d'électricité pour la ville en mai 1914 à la Société d’Électricité L'Est Lumière.
Théodore Tissier fait toute sa carrière au Conseil d’État, dont il devient président de section puis vice-président de 1928 à 1937.

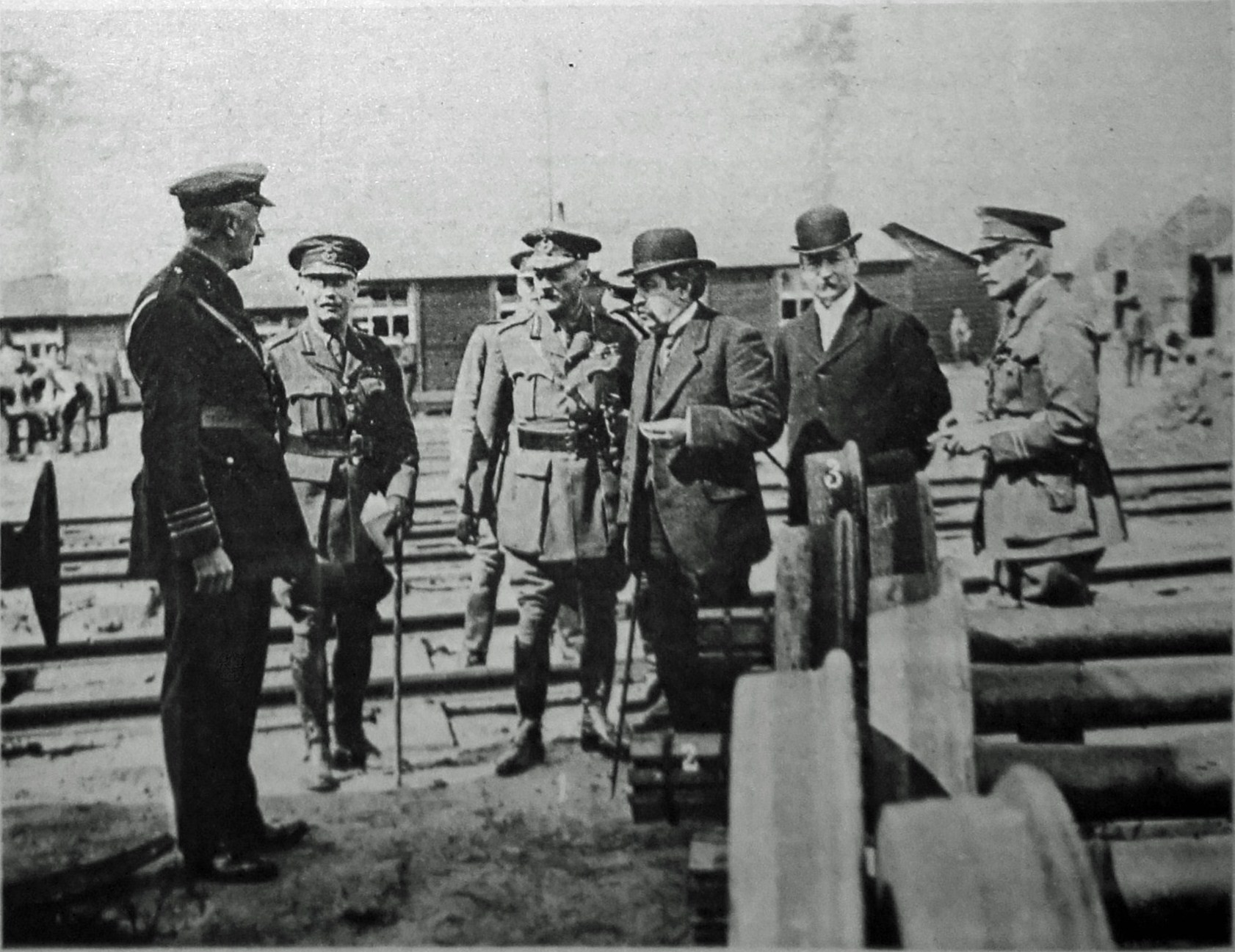
Visitant les troupes britanniques engagées en France avec Aristide Briand

Du 17 janvier 1921 au 15 janvier 1922, il est nommé sous-secrétaire d'État à la présidence du Conseil dans le gouvernement Aristide Briand (7).
Haut fonctionnaire, Théodore Tissier est aussi une des figures incontournables de l’intercommunalité en région parisienne. Archétype du notable, Théodore Tissier est maire radical de Bagneux (1899-1935) et président du Syndicat des communes de banlieue pour l'électricité (SCPBE, devenu aujourd'hui SIPPEREC) du milieu des années 1920 à la veille de la Seconde Guerre mondiale. Sous sa houlette, ce syndicat intercommunal se met en place et se structure.
Son fils, Pierre Tissier, conseiller d’État, deviendra président de la SNCF entre 1949 et 1955. Il était le gendre de l'architecte Louis-Charles Boileau (1837-1914), habitant rue de Sceaux à Bagneux.
Théodore Tissier se retire à Hendaye en 1937 où il meurt le 28 avril 1944, âgé de 78 ans, sa dépouille est rapatriée au cimetière communal de Bagneux le 28 avril 1950.

## Décorations
- Grand-croix de la Légion d'honneur (29 juillet 1932)[4]